# Nimat Allah
Nimat Allah ibn Habib Allah Harawi fou un historiador persa. El seu pare Habib Allah va servir durant 35 anys l'emperador mogol Akbar el Gran i va tenir un càrrec administratiu. Nimat Allah va exercir durant 11 anys les funcions d'historiador de Jahangir fins al 1608/1609 quan va entrar al servei de Khan Djahan Lodi al que va acompanyar a la seva expedició al Dècan, i va escriure una història del seu regnat, que es va titular Tarikh-i Khandjahani, iniciant l'obra el 1612, escrivint durant un any fins al 1613, explicant la història dels afganesos des del seu llegendari origen i amb especial detall en els regnats de Bahlul Lodi, Sher Shah Suri, i Khan Djahan Lodi.